# Andrej Platonov
Andrej Platonov, pravim imenom Andrej Platonovič Klimentov (rus. Андрей Плато́нов odnosno Андрей Плато́нович Климе́нтов) (Voronjež, 1. rujna 1899. – Moskva, 5. siječnja 1951.) je bio ruski pisac iz doba egzistenzijalizma. Pisao je pjesme, romane, novele, kratke priče, kazališne komade, scenarije i publicistiku.  
Bio je jedan od ranijih pisaca za vrijeme Ruske revolucije. Iako je bio komunist njegova djela su zabranjivana zbog kolektivizma i raznih Staljinovih zakona. Najpoznatije djelo mu je "Čevengur" te novela "Iskop".
Rodio se u blizini Voronježa, u kojem se svake godine održava međunarodni umjetnički festival njemu u čast.

## Vanjske poveznice
- http://platonov-ap.ru/
- Djela Andreja Platonova u elektronskoj knjižnici klasične literature, klassika.ru (Произведения Андрей Платонова в электронной библиотеке классической литературы — Классика.ру) (rus.)